# Hogna andreinii
Hogna andreinii là một loài nhện trong họ Lycosidae.
Loài này thuộc chi Hogna. Hogna andreinii được Eduard Reimoser miêu tả năm 1937.